# Élections municipales québécoises de 1962
Les élections municipales québécoises de 1962 sont les scrutins tenus le 28 octobre 1962 dans certaines municipalités du Québec. Elles permettent de déterminer les maires et/ou les conseillers de ces municipalités.
Les élections ont notamment lieu à Montréal.